# الدوري الإنجليزي الممتاز للسيدات 2017–18
الدوري الإنجليزي الممتاز للسيدات 2017–18 (بالإنجليزية: 2017–18 FA WSL)‏ هو الموسم 8 من الدوري الإنجليزي الممتاز للسيدات. أقيم خلال الفترة 22 سبتمبر 2017 وحتى 20 مايو 2018، وأشرف على تنظيمه الاتحاد الإنجليزي لكرة القدم، وكان عدد الأندية المشاركة فيه 10، وفاز فيه نادي تشيلسي لكرة القدم للسيدات.